# 경남간호전문대학
경남간호전문대학(慶南看護專門大學, Gyeongnam Nursing College)은 경상남도 진주시에 있었던 공립 전문대학이다.
1926년 설립된 경남도립진주의료원 간호원 및 조산원양성소가 기원으로, 1979년 경남간호전문대학으로 개편되었다. 1984년 경상대학교와 통합하여 경상대학교 의과대학 간호학과로 개편되었다.

## 연혁
1926년, 경남도립진주의료원 산하에 간호원 및 조산원양성소가 설립된다. 1947년에 진주간호기술고등학교로 개편되었고, 1971년 진주간호학교로 개편되며 고등교육기관으로 변모하였다. 이듬해인 1972년에 경남간호전문학교로 개편되었고, 1979년에 단기고등교육기관 일원화 정책에 따라 전문대학인 경남간호전문대학으로 개편되었다. 1984년에 경상대학교와 통폐합되어 경상대학교 의과대학 간호학과로 개편 및 격하되어 현재에 이르고 있다.

## 같이 보기
- 경상국립대학교
- 진주의료원